# IC 3778
IC 3778 је елиптична галаксија у сазвјежђу Ловачки пси која се налази на листи објеката дубоког неба у Индекс каталогу.
Деклинација објекта је + 40° 35' 49" а ректасцензија 12h 47m 1,9s. Привидна величина (магнитуда) објекта IC 3778 износи 14,5 а фотографска магнитуда 15,5. IC 3778 је још познат и под ознакама CGCG 216-28, NPM1G +40.0298, PGC 43131.